# Indian Lake (Texas)
Indian Lake és una població dels Estats Units a l'estat de Texas. Segons el cens del 2000 tenia 541 habitants.

## Demografia
Segons el cens del 2000, Indian Lake tenia 541 habitants, 229 habitatges, i 158 famílies. La densitat de població era de 994,7 habitants/km².
Dels 229 habitatges en un 24,9% hi vivien nens de menys de 18 anys, en un 58,5% hi vivien parelles casades, en un 7,9% dones solteres, i en un 31% no eren unitats familiars. En el 25,8% dels habitatges hi vivien persones soles el 16,6% de les quals corresponia a persones de 65 anys o més que vivien soles. El nombre mitjà de persones vivint en cada habitatge era de 2,36 i el nombre mitjà de persones que vivien en cada família era de 2,82.
Per edats la població es repartia de la següent manera: un 22% tenia menys de 18 anys, un 4,4% entre 18 i 24, un 22,4% entre 25 i 44, un 19,8% de 45 a 60 i un 31,4% 65 anys o més.
L'edat mediana era de 46 anys. Per cada 100 dones de 18 o més anys hi havia 91 homes.
Entorn del 13,8% de les famílies i el 14,3% de la població estaven per davall del llindar de pobresa.

## Poblacions més properes
El següent diagrama mostra les poblacions més properes.